# أرسنتالس
بلدية أرسنتالس (بالإسبانية: Artzentales)‏ هي بلدية تقع في مقاطعة بيسكاي، التي تقع في منطقة الباسك شمالي إسبانيا.

## وصلات خارجية
- (بالإسبانية)